# Wolwark
Wolwark – wieś w Polsce położona w województwie kujawsko-pomorskim, w powiecie nakielskim, w gminie Szubin.

## Podział administracyjny
| SIMC    | Nazwa | Rodzaj    |
| ------- | ----- | --------- |
| 0097175 | Laski | część wsi |

W latach 1975–1998 miejscowość administracyjnie należała do województwa bydgoskiego.

## Demografia
Według Narodowego Spisu Powszechnego (III 2011 r.) liczyła 363 mieszkańców. Jest jedenastą co do wielkości miejscowością gminy Szubin.